# Angela Merkel
Angela Merkel, született Angela Dorothea Kasner (Hamburg, 1954. július 17. –) német politikus, 2000 és 2018 között a Kereszténydemokrata Unió (CDU) elnöke, 2005 és 2021 között Németország kancellárja, országa első női kormányfője, a 21. századi világpolitika egyik legjelentősebb alakja. Míg hivatalban volt, Merkelt széles körben az Európai Unió de facto vezetőjének, a világ leghatalmasabb asszonyának, néhány kommentátor szerint pedig a „szabad világ vezetőjének” nevezték. Négyszeres választási győzelmével a leghosszabb ideig regnáló kancellár Németországban Otto von Bismarck és Helmut Kohl után.
Merkel az akkori Nyugat-Németországban, Hamburgban született, csecsemőként Kelet-Németországba költözött a családja, amikor apja, Perleberg evangélikus közösség pásztora lett. 1986-ban kvantumkémiai doktorátust szerzett, és 1989-ig kutatóként dolgozott. Merkel az 1989-90-es Németország újraegyesítése nyomán lépett be a politikába, rövid ideig Lothar de Maizière által vezetett első demokratikusan megválasztott kelet-német kormány szóvivőhelyettesként szolgált. 1990-ben a német újraegyesítés után, Merkelt a Mecklenburg-Elő-Pomeránia tartományból beválasztották a Bundestagba.
1991 és 1994 között a Helmut Kohl vezette német szövetségi kormány ifjúsági és nőügyi minisztere volt. 1994 és 1998 között környezet-, természetvédelmi és a reaktorok biztonságáért felelős miniszterként szolgált. Miután a CDU elvesztette az 1998-as németországi szövetségi választást, Merkelt a CDU főtitkárává választották. A kirobbant pártfinanszírozási botrányt felhasználva Helmut Kohlt kiszorította a párt irányításából, majd a szintén érintett Wolfgang Schäuble lemondása után a párt első női elnökévé választották 2000 áprilisában.
2005-ös németországi szövetségi választást követően, Merkel lett Németország első női kancellárja, aki egy nagy koalíciós kormányt vezetett, amely a CDU-ból, annak bajor testvérpártjából, a Bajor Keresztényszociális Unió (CSU) és a Németország Szociáldemokrata Pártjából (SPD) állt. A 2009-es németországi szövetségi választáson a CDU megszerezte a szavazatok legnagyobb részét, Merkel koalíciós kormányt alakíthatott a Német Szabaddemokrata Párttal (FDP). A 2013-as németországi szövetségi választáson a CDU történetének 3. legjobb eredményét érte el, de így is koalícióra kényszerült az SDP-vel, mivel a korábbi koalíciós partnere az FDP kiesett a Bundestagból. A 2017-es németországi szövetségi választást ismét a CDU nyerte meg, a koalíciós kormányzás az SDP-vel tovább folytatódott.
2007-ben Merkel az Európai Tanács soros elnöke volt és központi szerepet játszott a Lisszaboni szerződés és a berlini ratifikáció elfogadásában. Merkel egyik következetes prioritása a transzatlanti gazdasági kapcsolatok megerősítése volt. Döntő szerepet játszott a 2008-as gazdasági válság kezelésében európai és nemzetközi szinten, „döntéshozónak” is nevezték. Az elmúlt időszakban a belpolitikában az egészségügyi ellátás reformja, a jövőbeli energiafejlesztéssel kapcsolatos problémák és az európai migrációs válság voltak a fő kérdések kancellárisága ideje alatt.
2011 és 2012 között, illetve 2014 és 2021 között a G7 vezetője. 2014-ben ő lett a leghosszabb ideje hivatalban lévő kormányfő az Európai Unióban. A világ egyik legbefolyásosabb emberének tartják, a Forbes 2015-ös listája szerint például a második legnagyobb hatalmú ember a világon, egyben a legbefolyásosabb nő. A CDU 2018. október 29-i kongresszusán bejelentette, hogy a decemberi tisztújításon nem pályázik a párt elnökségére és 2021-ben a mandátuma lejártával a kancellári posztra sem.

## Pályafutása
Apja Horst Kasner berlini származású evangélikus lelkipásztor, anyja Herlind Jentzsch hamburgi latin–angol szakos tanárnő. Még 1954-ben, néhány héttel születése után a család Hamburgból az NDK-ba költözött: apja a berlin–brandenburgi evangélikus egyház lelkipásztora lett a brandenburgi Quitzowban, majd három évvel később a fővárostól északra fekvő Templinbe költöztek.
1973-ban érettségizett Templinben, majd 1978-ban fizikusi diplomát szerzett a Lipcsei Egyetemen. Ezt követően 1990-ig tudományos munkatársként dolgozott Kelet-Berlinben, a tudományos akadémia fizikai kémiai központi intézetében. 1986-ban befejezett doktori disszertációja (amellyel a doctor rerum naturae címet – „a természettudományok doktora” – szerezte meg) kvantumkémiai témában íródott.

### Politikai pályafutásának kezdetei

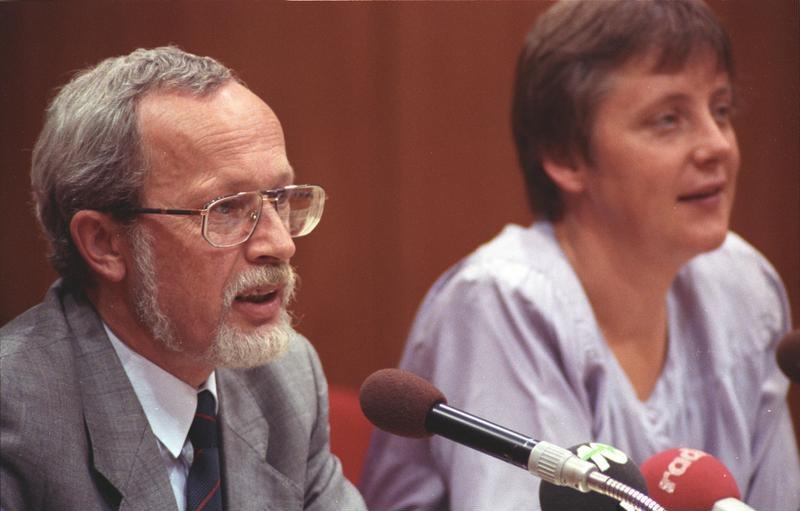
Lothar de Maizière-rel, az NDK utolsó miniszterelnökével, 1990 augusztusában

Politikai pályafutása a rendszerváltás évében, 1989-ben kezdődött, amikor belépett a Demokratikus Ébredés (Demokratischer Aufbruch) nevű ellenzéki mozgalomba, melynek később szóvivője lett. Az 1990. március 18-án tartott NDK-s választás után – amely az első és utolsó demokratikus választás volt a szocialista országban – Lothar de Maizière kereszténydemokrata miniszterelnök kormányának szóvivő-helyettese volt. Miután a Demokratischer Aufbruch 1990-ben egyesült a CDU-val, Merkel automatikusan a kereszténydemokrata párt tagja lett. 1990 decemberében közvetlen választás útján a Bundestag képviselője lett.
1991 és 1994 között a Helmut Kohl vezette német szövetségi kormány ifjúsági és nőügyi minisztere volt. Felfedezőjének Kohlt tartják. 1994 és 1998 között környezet-, természetvédelmi és a reaktorok biztonságáért felelős miniszterként szolgált. Erről a posztjáról az elvesztett 1998-as szövetségi választások során kellett lemondania, utódja Jürgen Trittin lett.
1991-től 1998-ig a CDU elnökhelyettese, 1993-tól 2000-ig a párt mecklenburg-elő-pomerániai elnöke volt. 1998-ban a CDU főtitkárává nevezték ki. A 1999 novemberében kirobbant pártfinanszírozási botrányt felhasználva Helmut Kohlt kiszorította a párt irányításából, majd 2000 áprilisában a szintén érintett Wolfgang Schäuble lemondása után a párt elnökévé választották 96%-os többséggel. Ebben a pozíciójában 2004-ben is megerősítette egy pártgyűlés, igaz, már csak 88%-kal. 2002-től 2005-ig a CDU/CSU frakcióvezetője volt a Bundestagban.

### Kancellár

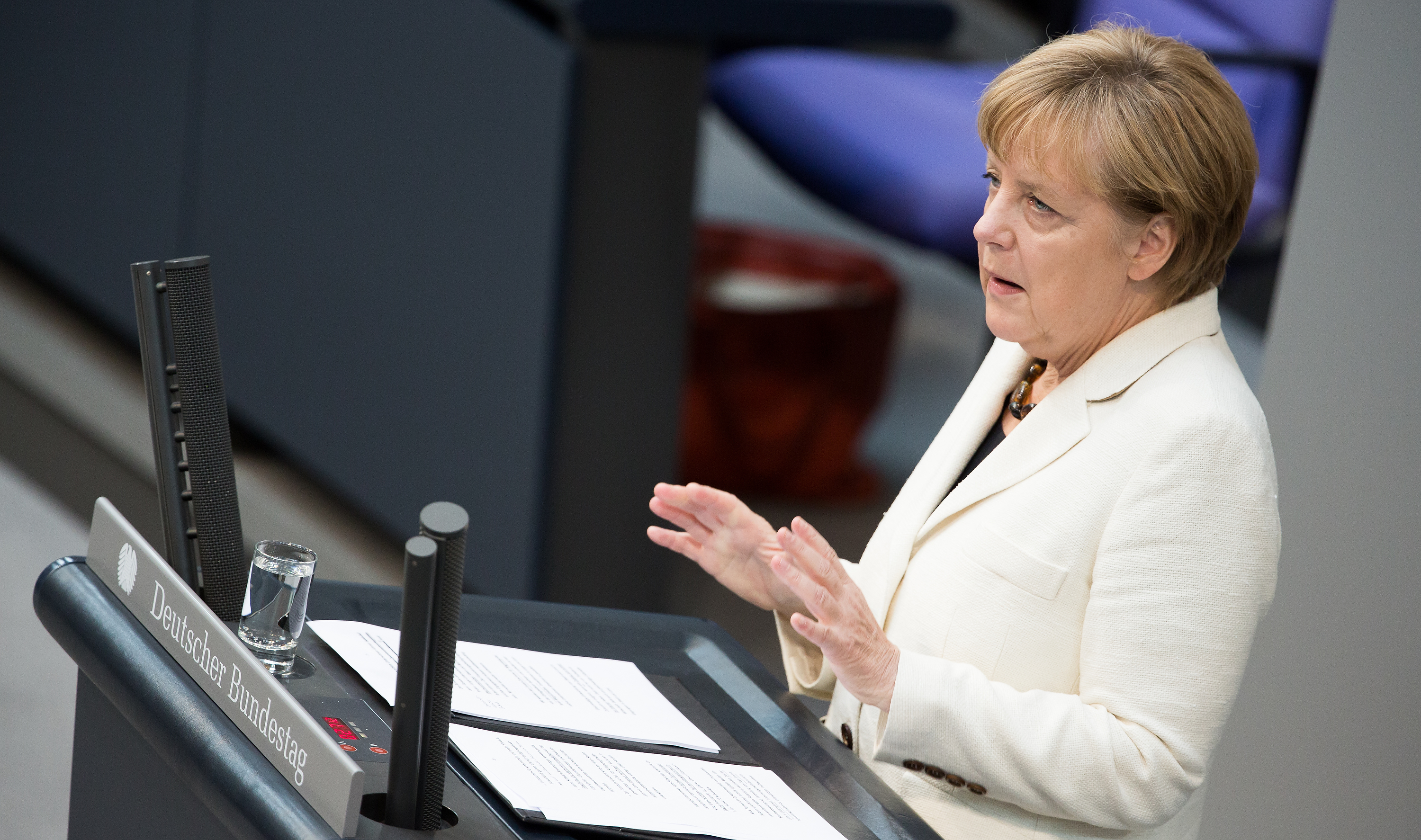
Merkel a Bundestagban 2014-ben

2005. május 30-án Angela Merkel a CDU/CSU szövetség kancellárjelöltje, Gerhard Schröder szociáldemokrata (SPD) kancellár fő kihívója lett. A választás során az SPD 25%-os népszerűségi indexről ért el 34%-ot, a CDU/CSU 50%-ról 35,5%-ra esett vissza. A szeptember 18-i eredmények (CDU: 35,2%, SPD: 34,2%, FDP: 9,8%, Die Linke: 8,7%, Zöldek: 8,1%, egyéb: 3,9%) a "C-pártok" (CDU és CSU) nem várt sikertelenségét jelentették. Hat hétig tartó tárgyalások eredményeképpen nagykoalíciós (CDU, CSU, SPD) kormány alakult Angela Merkel vezetésével. 2005. november 22-én választották kancellárrá, a második világháború utáni Németország második nagykoalíciójának vezetőjévé, egyúttal ő az első női kancellár is az ország történetében. Emellett Merkel az első keletnémet származású kancellár, minthogy gyermekkorát Templinben, Brandenburg tartomány egy kisvárosában töltötte. Elődeitől abban is eltér, hogy foglalkozását tekintve ő az egyetlen természettudós.

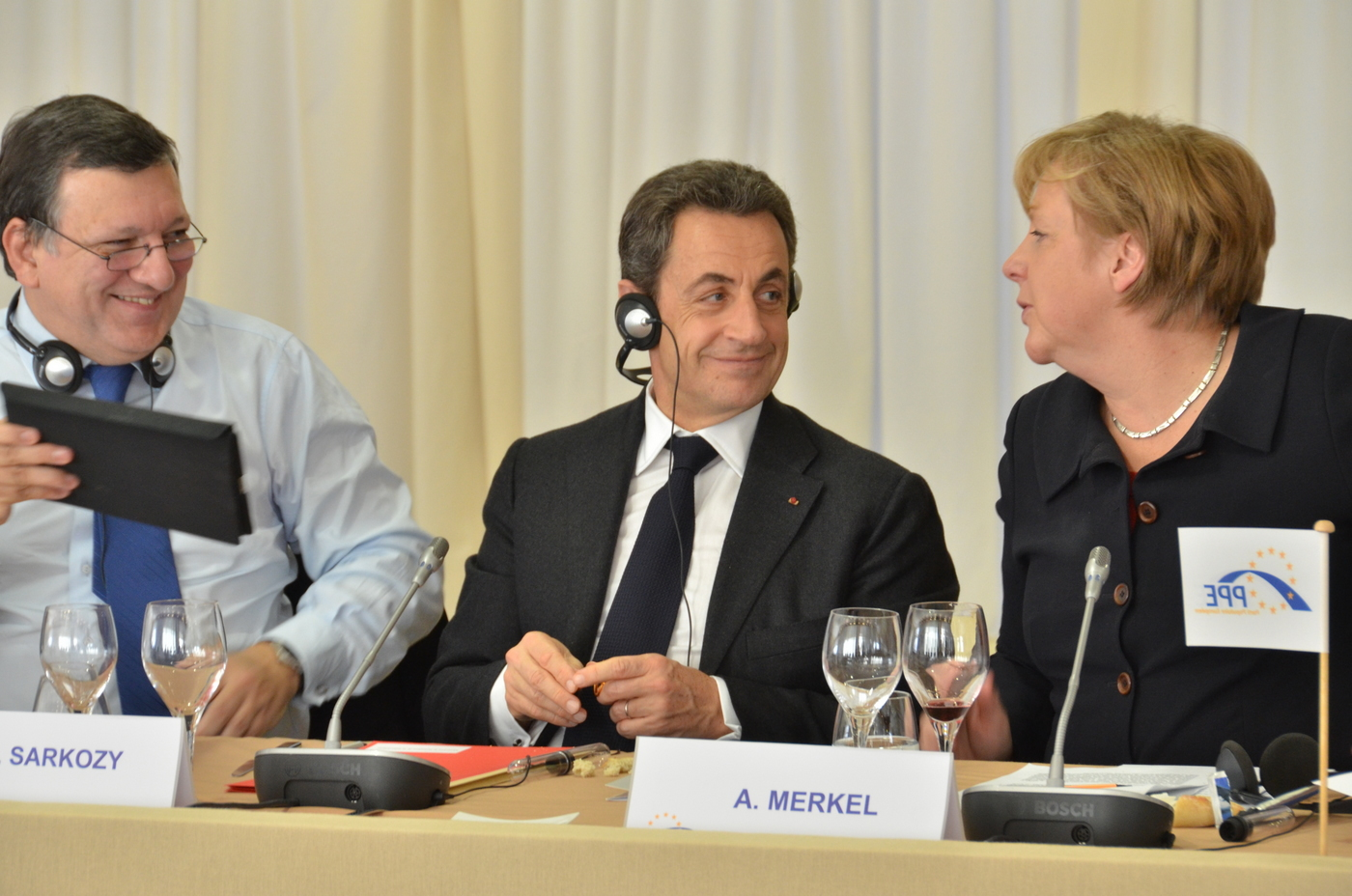
José Manuel Barroso, Nicolas Sarkozy és Angela Merkel 2011-ben

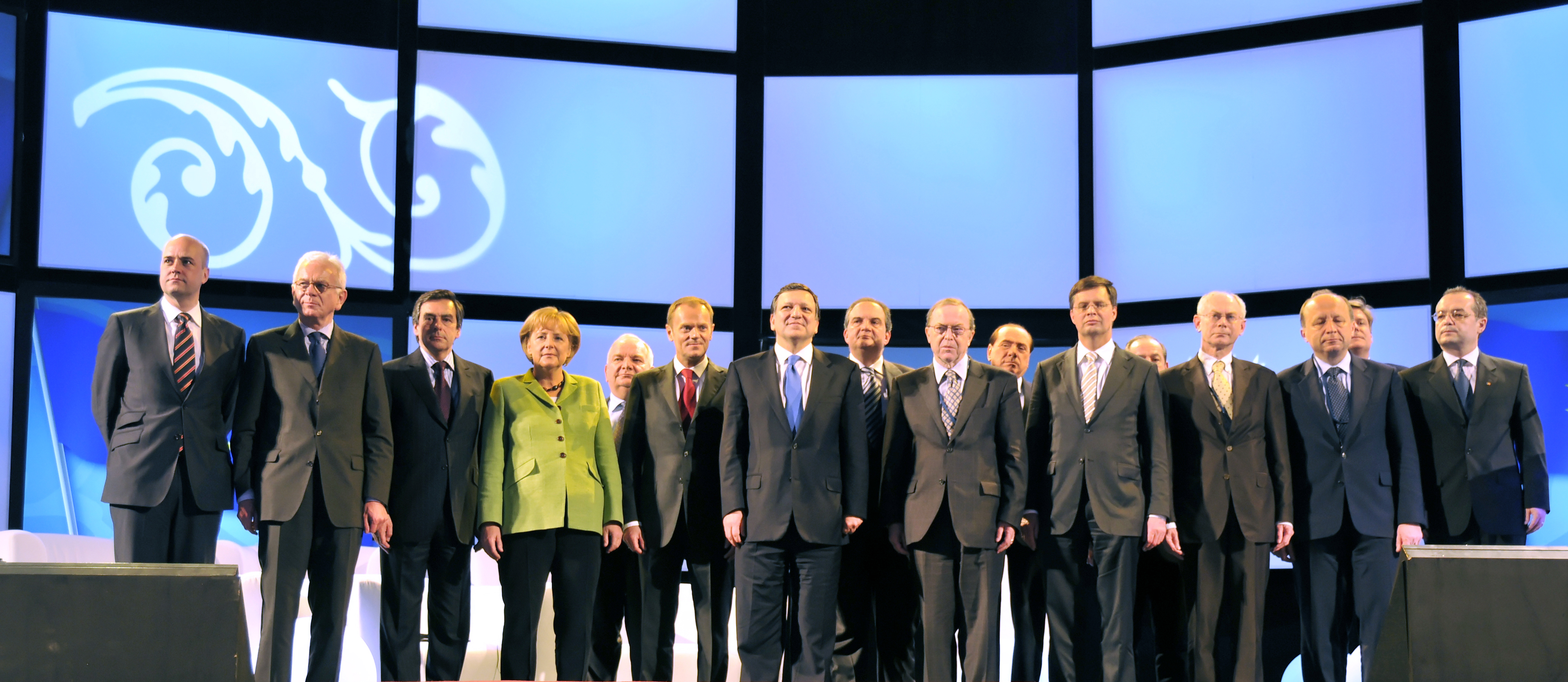
Merkel az Európai Néppárt 2009-es varsói kongresszusán

2009. október 28-án, majd 2013. december 7-én is újraválasztották Németország kancellárjává. A 2007-ben az Európai Unió elnökeként fontos szerepet játszott a Lisszaboni szerződés kidolgozásában. 2008-ban kirobbant gazdasági világválság hatására fordult erőteljesebben az európai és általában a külpolitika felé, és jelentős szerepet játszott az eurózóna és Európai Unió válságból való kivezetésében. Eközben Németország a 2010-es évek első felében az euróövezet átlagánál jobb gazdasági mutatókkal rendelkezik.

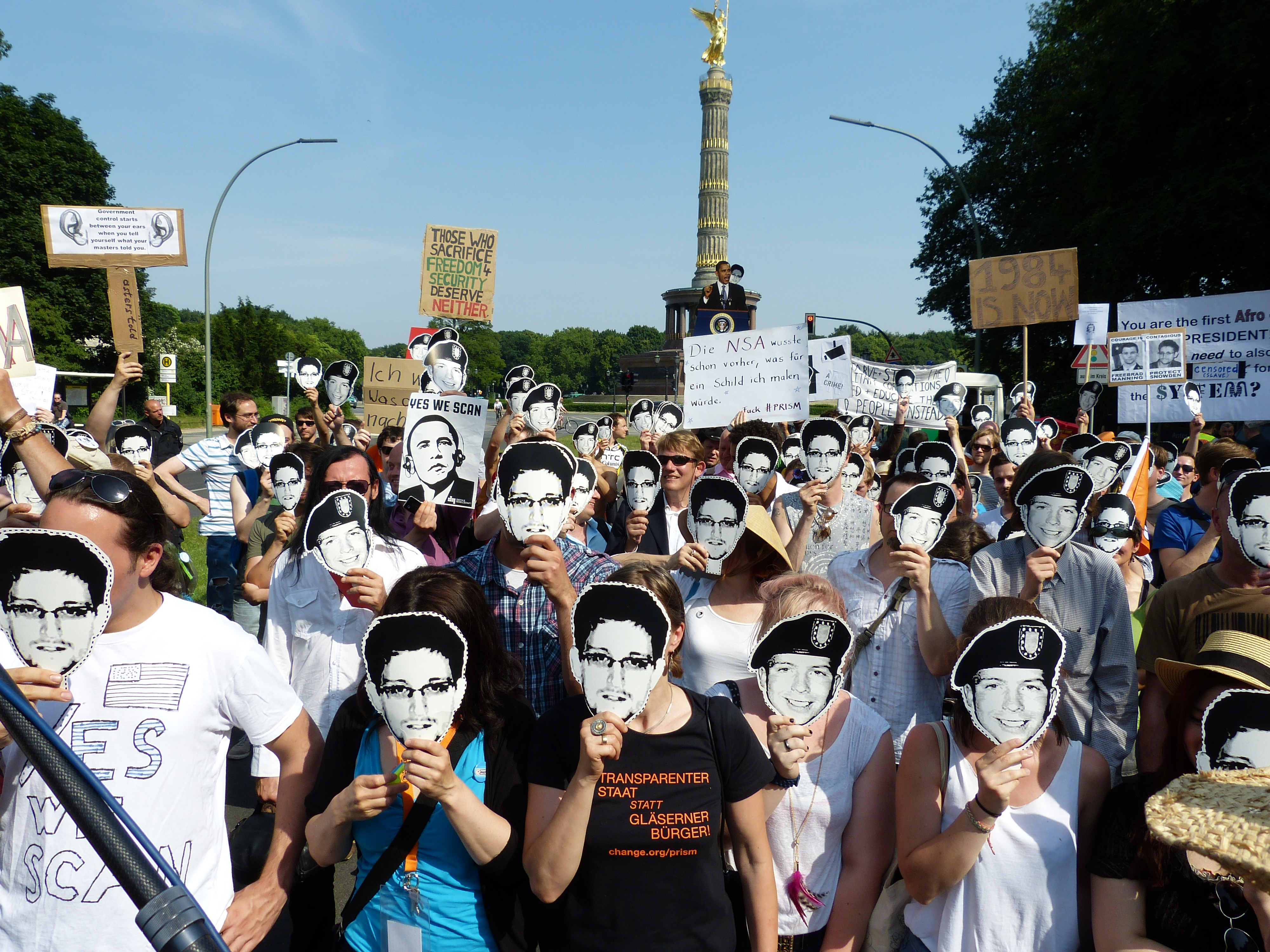
Tüntetés az NSA tömeges megfigyelései ellen, Berlin, 2013 júniusa

2013-ban az Edward Snowden által nyilvánosságra hozott információk szerint az USA-béli Nemzetbiztonsági Ügynökség (NSA) lehallgatta számos vezető európai politikus, többek között Gerhard Schröder és Angela Merkel telefonját is a százmilliós nagyságrendű egyéb lehallgatásai között. A hír nagy sajtóvisszhangot váltott ki, bár csak az NSA szokásos tevékenységéről volt szó.
A 2017-es szövetségi választásokon pártja jelöltjeként ismét versenybe szállt a kancellári címért és újabb négy évre kancellár lett.

### Az euróövezet válságával kapcsolatos álláspontja
Merkel több ízben használta az alternatíva nélküli (alternativlos) kifejezést, alátámasztandó belföldi politikáját és az euróövezet válsága kapcsán képviselt álláspontját, melyet 2010-ben Németországban az év legoffenzívabb szavának választottak. Részben Merkel szavajárására reagálva jött létre 2013-ban az Alternatíva Németországért (AfD) nevű euroszkeptikus pártalakulat.

### Reagálása az ukrán válságra
A 2013 novemberében kezdődő kijevi kormányellenes tüntetések 2014 februárjára – részben tisztázatlanul – véres összetűzésekben tetőződtek, ennek következménye volt Janukovics elnök távozása, egy Nyugat-orientált ukrán vezetés létrejötte és a kelet-ukrajnai háború kirobbanása.
2014 augusztusában Merkel Ukrajnába látogatott, hogy támogatásáról biztosítsa Petro Porosenkót. Merkel Európai Unión belüli politikai súlyánál fogva jelentős szerepet játszott az Oroszország elleni szankciók bevezetésében. Ennek során Merkel eltávolodott a Schröder korszakára jellemző orosz–német kapcsolatoktól és az Egyesült Államok Kelet-Európa-politikája mellett tette le a voksát.

### Reagálása az európai migrációs válságra
2015 augusztusának végén Merkel nyilatkozatot tett közzé, mely szerint „Németország minden szíriai migránst befogad”. Amikor Angela Merkel „meghívásának” és a magyar határzár építésének híre eljutott a migránsokhoz, onnantól kezdve a többségük vagy megtagadta a magyarországi regisztrációt és a Magyarországgal való együttműködést, vagy regisztrált, de azok közül, akik regisztráltak és menedékkérelmet adtak be, sokan nem várták meg kérelmük elbírálását, hanem még az elbírálás előtt elhagyták az országot. 2015. szeptember 2-áig 159 968 illegális határátlépést regisztráltak Magyarországon, de csak 148 643 menedékjog iránti kérelem érkezett. 2015. szeptember 5-én a kancellár újabb nyilatkozatot tett közzé, mely szerint „a politikai menedékjogra jogosultak befogadásának nincs felső korlátja”. Ennek hatására még több migráns indult meg Magyarországon keresztül Németország felé, Băsescu volt román elnök pedig kijelentette, hogy Schengen és a Dublini Egyezmény összeomlott.
Merkel szerint Európának erkölcsi és jogi kötelessége, hogy a valódi menekülteket befogadja. A legtöbb bevándorló célpontja Németország. 2015. szeptember 6-a óta ezrével özönlenek az országba.  The Wall Street Journal szerint az egyoldalú nyitás politikája bel- és külföldön is visszhangot keltett. Németország újból előállt a minden tagállamra kötelező kvótarendszerrel, ahogy az egyes tartományok között is kvóta alapján szerették volna szétosztani a menekültek csoportját.

## Magánélete
1977 és 1982 között Ulrich Merkel felesége volt, akinek a nevét megtartotta. 1998-ban Joachim Sauerrel, a Humboldt Egyetem professzorával kötött házasságot, férjével Berlinben él bérelt lakásban. Gyermekei nincsenek.
2014. január 6-án Svájcban, síbalesetben medencecsontját törte.

## Díjai
Nem teljes lista:

### Állami kitüntetések
- 2011-ben Barack Obama az Egyesült Államok legmagasabb polgári kitüntetését, az Elnöki Szabadságérmet adományozta neki.[13][29]

### Egyéb díjak
- Indira-Gandhi-békedíj (2013) [30]
- The Times: az év embere (2014)[31]
- Time magazin: az év embere (2015)[32]
- Abraham Geiger-díj (2015) a judaizmusért tett szolgálatáért [33]
- Félix Houphouët Boigny-békedíj az UNESCO-tól (2022), a 2015-ös európai migrációs válságban végzett munkájáért.[34]

## Magyarul megjelent művei
- Angela Merkel–Beate Baumann: Szabadság. Visszaemlékezések, 1954–2021; ford. Torma Péter; Animus, Budapest, 2024